# Myospila vernata
Myospila vernata este o specie de muște din genul Myospila, familia Muscidae, descrisă de Feng în anul 2005. Conform Catalogue of Life specia Myospila vernata nu are subspecii cunoscute.